# Aeroportul Inhambane
Aeroportul Inhambane (IATA: INH, ICAO: FQIN) este un aeroport din Inhambane, Provincia Inhambane, Mozambic ce deservește zona Inhambane. A fost numit după zona deservită.
Situat la o altitudine de 9 m, aeroportul dispune de o singură pistă.